# 그리피스긴가락박쥐
그리피스긴가락박쥐(Miniopterus griffithsi)는 긴가락박쥐과에 속하는 박쥐의 일종이다. 마다가스카르섬 남부에서 발견된다. 이전에는 그리피스긴가락박쥐를 5개 아과로 이루어진 대형 박쥐 과 애기박쥐과의 일부로 간주했다. 긴가락박쥐과는 사하라 이남 아프리카의 대부분의 지역부터 북아프리카와 유라시아 지역, 그리고 남아시아와 동남아시아 그리고 오스트랄리아에 이르는 지역에 널리 분포한다. 긴날개박쥐류의 일반적인 특징은 가늘고 긴 세번째 손가락과 비행할 때는 뾰족한 모양을 띄고 접으면 구부러지는 모양의 길고 좁은 날개이다. 그래서 영어 통용명이 "bent-wing bats"이다. 그리피스긴가락박쥐는 오닐라히 강 북부 지역에서 서식하는 자매종 글렌긴가락박쥐(Miniopterus gleni)와 유사하며, 그리피스긴가락박쥐는 강 이남 지역에서 서식한다. 연구자들이 계통지리학 연구에 기초하여 그리피스긴가락박쥐를 글렌긴가락박쥐에서 분리하였다.